# Anton Rotzetter
Anton Rotzetter OFMCap (* 3. Januar 1939 in Basel; † 1. März 2016 in Freiburg im Üechtland) war ein Schweizer Kapuziner und Buchautor.

## Leben
Anton Rotzetter trat nach dem Besuch der Gymnasien in Fribourg und Appenzell 1959 der Ordensgemeinschaft der Kapuziner bei und studierte Philosophie und Katholische Theologie in Solothurn, Bonn und Tübingen. In Fribourg wurde er zum Dr. theol. promoviert. In den 1970er Jahren engagierte er sich für Elendsquartiere und Armutsbekämpfung in Rio de Janeiro (1972) und Tansania (1974).
Von 1978 bis 1988 war er Gründungsrektor des Instituts für Spiritualität in Münster und von 1988 bis 1998 Präsident der Franziskanischen Akademie. Von 1968 bis 1993 war er theologischer Assistent der internationalen franziskanischen Bewegung "Marienthal". Er war seit 1998 Vorstandsmitglied der Innerschweizer Schriftsteller/innen und bis 1994 Vorstandsmitglied der "ACAT Schweiz". Sieben Jahre lang war er Sprecher des Wort zum Sonntag beim Schweizer Fernsehen DRS und bis Ende 2000 regelmäßiger Sprecher in Erfüllte Zeit bei Österreichischen ORF 1 sowie 1992 beteiligt an der vierteiligen Sendung von Radio Vatikan über Franz von Assisi. Gemeinsam mit Rainer Hagencord leitete er das 2009 von ihm mitgegründete Institut für Theologische Zoologie in Münster. Er hatte Lehraufträge an der PTH Münster und in Fribourg inne. Bis zu seinem Tod war er Präsident von AKUT-Schweiz (Aktion Kirche und Tiere), wo er sich unermüdlich für einen im christlichen Sinne verantwortungsvollen Umgang mit den nichtmenschlichen Mitgeschöpfen einsetzte. In Schriften und Vorträgen plädierte er für einen würdigen Umgang mit Tieren, sowohl in der Theologie als auch im kirchlichen Leben, und einen daraus folgenden verantwortungsvollen Konsum. Aus Überzeugung lebte er selber vegetarisch.
Rotzetter war ein weithin bekannter Fachmann für franziskanisch und biblisch geprägte Spiritualität. Er forschte zu Franz von Assisi sowie Clara von Assisi, verfasste über 70 Bücher und war in zahlreiche redaktionelle sowie schriftstellerische Tätigkeiten in verschiedenen Zeitschriften eingebunden. Über sein Buch Franz von Assisi. Erinnerung und Leidenschaft (1989) schrieb der Jesuit Hans Rotter: „Der Name des Autors bürgt dafür, dass seine Ausführungen sowohl historisch gewissenhaft fundiert wie auch spirituell ausgewogen und hilfreich sind.“
Im evangelischen Gesangbuch Wo wir dich loben, wachsen neue Lieder – plus erschien 2018 sein Liedtext Dass du mich atmen lässt, bist du, lebendiger Gott.
Rotzetter lebte zuletzt im Kapuzinerkloster Fribourg in der Schweiz.

## Werke (Auswahl)
- Impulse für eine Friedensstrategie bei Franz von Assisi: Theologische Einordnung und Aktualisierung, 1983, Franziskaner Bonn
- Von Demut, Frieden und anderen Torheiten, Paulus Freiburg i.Ü., 1990, ISBN 3-7228-0243-1.
- Von der Conquista zur Theologie der Befreiung: Der franziskanische Traum einer indianischen Kirche, Benziger Zürich, 1993, ISBN 3-545-25093-8.
- Klara von Assisi: Die erste franziskanische Frau, Herder Freiburg, 1994, ISBN 3-451-23076-3.
- Im Kreuz ist Leben, 1996, Paulus Freiburg i.Ü., ISBN 3-7228-0394-2.
- Mit-Leiden: Ein Kreuzweg, Paulus Freiburg i.Ü., 1998, ISBN 3-7228-0438-8.
- Wunderbar seid ihr geschaffen: Wie Franziskus den Tieren predigt, 1998, Herder Freiburg, ISBN 3-451-26541-9.
- Ich rufe Sonne und Mond: Der Sonnengesang des Franz von Assisi, 1998, Eschbach Markgräflerland, ISBN 3-88671-186-2.
- Liebe – allem Leid entrissen: Franziskanische Mystik, Matthias Grünewald Mainz, 1998, ISBN 3-7867-2122-X.
- Latium–Umbrien–Toskana: Wanderungen auf den Spuren von Franz von Assisi, Knecht, Frankfurt am Main, 1998, ISBN 3-7820-0784-0.
- Jesus, du hast ein Herz für uns: Herz-Jesu-Gebete, 1998, Antonius Solothurn, ISBN 3-85520-038-6.
- Franz von Assisi: Ein Anfang und was davon bleibt, 1999, Benziger Zürich, ISBN 3-545-70013-5.
- Die Demut Gottes: Meditationen, Lieder, Gebete, Benziger Zürich, 1999, ISBN 3-545-20319-0.
- Klara und Franziskus: Bilder einer Freundschaft, Paulus Freiburg i.Ü., 1999, ISBN 3-7228-0472-8.
- Die Welt erglänzt in Gottes Farben: Visionen von der Ganzheit der Schöpfung, Paulus Freiburg i.Ü., 2000, ISBN 3-7228-0488-4.
- Spirituelle Lebenskultur für das dritte Jahrtausend, Herder Freiburg, 2000, ISBN 3-451-26140-5.
- Gott, der mich atmen lässt: Gebete des Lebens, Herder Freiburg, 2000, ISBN 3-451-27321-7.
- Mit Gott im Heute: Grundkurs franziskanischen Lebens, Herder Freiburg, 2000, ISBN 3-451-26177-4.
- Grund, aus dem ich lebe: Wenn du beten lernen willst, Eschbach, 2001, ISBN 3-88671-232-X.
- Wo auf Erden der Himmel beginnt: Jahreslesebuch, Herder Freiburg, 2001, ISBN 3-451-27590-2.
- Beseeltes Leben: Spiritualität im Alltag, Herder Freiburg, 2002, ISBN 3-451-27473-6.
- Sprache an der Grenze zum Unsagbaren: Für eine zeitgemäße Gebetssprache, Schwaben Ostfieldern 2002, ISBN 3-7966-1077-3.
- Am Morgen einer neuen Zeit: Spirituelle Schriftlesung, Herder Freiburg, 2002, ISBN 3-451-27869-3.
- Perspektiven gewinnen: Spiritualität als Lebenskunst, Paulus Freiburg i.Ü., 2003, ISBN 3-7228-0590-2.
- Der Stern des Messias: Psalmbetrachtungen, Herder Freiburg, 2004, ISBN 3-451-28501-0.
- Du Atem meines Lebens: Ausgewählte Gebete, Herder Freiburg, 2005, ISBN 3-451-28667-X.
- Liebe, die uns trägt, Matthias-Grünewald Ostfieldern, 2007, ISBN 978-3-7867-2657-9.
- Lexikon christlicher Spiritualität, Wissensch. Buchges. Darmstadt, 2008, ISBN 978-3-534-16689-3.
- Ich will das Morgenrot wecken: die Botschaft der Psalmen, Herder Freiburg, 2009, ISBN 978-3-451-32168-9.
- Aufbruch zu einer neuen christlichen Spiritualität, 2009, AKS Luzern, ISBN 978-3-905446-05-0.
- Im Namen Gottes: Prophetische Rede; Festschrift zum 80. Geburtstag von Andreas Müller; Echter, Würzburg 2011, ISBN 978-3-429-03417-7.
- Die Freigelassenen: Franz von Assisi und die Tiere; Paulus, Freiburg i.Ü. 2011, ISBN 978-3-7228-0804-8.
- Streicheln, mästen, töten: Warum wir mit Tieren anders umgehen müssen; Herder, Freiburg 2012, ISBN 978-3-451-32470-3.
- Franziskus: Ein Programm für heute; Topos plus, Kevelaer 2007, ISBN 978-3-8367-0863-0.
- Franziskanische Impulse für die interreligiöse Begegnung; Kohlhammer, Stuttgart 2007, ISBN 978-3-17-023277-8.
- Leidenschaft für Franz von Assisi, Aschendorff, Münster 2018, ISBN 978-3-402-13312-5.